# Таланджа
Таланджа́ (рос. Таланджа) — селище у складі Верхньобуреїнського району Хабаровського краю, Росія. Входить до складу Тирминського сільського поселення.

## Населення
Населення — 84 особи (2010; 90 у 2002).
Національний склад (станом на 2002 рік):
- росіяни — 95 %